# 차포온
차포온(車蒲溫)은 고려의 문신이다. 본관은 연안(延安)이며, 도총제장군(都摠制將軍) 차득규(車得珪)의 아들이다.

## 생애
공민왕이 원나라에 있을 때 호종한 공으로 1352년(공민왕 원년) 6월에 판사복시사(判司僕寺事)로서 일등공신에 녹훈되었다. 동년 10월에 군부판서(軍簿判書)로 임명되었다.
1354년(공민왕 3년) 7월 용산군(龍山君)에 봉군되었고, 12월 원(元)나라에 사신으로 갔다가 황제가 왕에게 하사하는 옷과 술을 가지고 돌아왔으며, 밀직부사(密直副使)에 올랐다.
1356년에 지도첨의(知都僉議)로서 다시 사신이 되어 원나라에 다녀왔다.
1357년(공민왕 6년) 동경유수(東京留守)가 되었다.